# Hartmannsdorf (Mittelsachsen)
Hartmannsdorf é um município da Alemanha, situado no distrito de  Mittelsachsen, no estado da Saxônia. Tem 10,28 km² de área, e sua população em 2019 foi estimada em 4.493 habitantes.